# Bogucianka (wzgórze)
Bogucianka (270 m) – wzgórze w Tyńcu w Krakowie. Pod względem administracyjnym należy do Dzielnicy VIII Dębniki. Pod względem geograficznym  należy do Wzgórz Tynieckich na Pomoście Krakowskim w obrębie makroregionu Bramy Krakowskiej. Wzgórza te włączone zostały w obszar Bielańsko-Tynieckiego Parku Krajobrazowego.
Tylko północną część Bogucianki porasta las. Część południową zajmują łąki i zabudowania Tyńca. W partiach szczytowych znajduje się nieczynny kamieniołom Bogucianka. Przez Boguciankę biegnie asfaltowa droga, którą prowadzi znakowany szlak turystyki pieszej. 
Znaczna część powierzchni Bogucianki włączona została w obszar użytku ekologicznego o nazwie Uroczysko Tyniec. Obejmuje on porośnięte lasem zbocza Bogucianki i wierzchowinę z dawnym kamieniołomem.

## Szlaki turystyczne
zielona pętla z Opactwa Benedyktynów w Tyńcu przez Wielkanoc, Kowadzę, Dużą Kowodrzę, rezerwat Skołczanka, Ostrą Górę, Grodzisko i dalej brzegiem Wisły, aż do opactwa benedyktynów. Długość około 8 km